# HiRDB
HiRDB（ハイ アール デービー）は日立製作所が提供する関係データベース管理システム (RDBMS)。シェアードナッシング方式を採用し、データの検索や更新などを並列で実行できるため、高い柔軟性と迅速な処理性能を実現している。

## 概要
HiRDBはデータベースを提供するHiRDBサーバとデータベースの検索・更新などを行うHiRDBクライアントで構成（クライアントサーバモデル）され、それぞれHP-UX、AIX、Solaris、Linux、WindowsなどのOS上で稼動する。
また、HiRDB上で動作するSQLやユーザープログラムの開発キット（DevelopersKit）も提供されており、C言語、COBOL、Javaなどによるアプリケーション開発が可能となっている。